# Professeur Eiji
Professeur Eiji (アイスエイジ, Aisu Eiji) est un josei manga de Akiko Monden, prépublié dans le magazine Chorus et publié par l'éditeur Shūeisha en dix volumes reliés sortis entre février 2004 et août 2008. La version française est éditée par Kana dans la collection « Big Kana » en dix tomes sortis entre juin 2009 et décembre 2011.
Une suite intitulée Professeur Eiji 2 (アイスエイジ II, Aisu Eiji 2) est également prépubliée dans le Chorus puis compilée en trois volumes sortis entre février 2009 et mars 2011.

## Liste des volumes

### Professeur Eiji
| no | Japonais          | Japonais          | Français         | Français          |
| no | Date de sortie    | ISBN              | Date de sortie   | ISBN              |
| -- | ----------------- | ----------------- | ---------------- | ----------------- |
| 1  | 19 février 2004   | 978-4-08-865183-5 | 12 juin 2009     | 978-2-5050-0589-6 |
| 2  | 19 août 2004      | 978-4-08-865226-9 | 12 juin 2009     | 978-2-5050-0590-2 |
| 3  | 18 février 2005   | 978-4-08-865269-6 | 4 septembre 2009 | 978-2-5050-0707-4 |
| 4  | 19 août 2005      | 978-4-08-865300-6 | 4 décembre 2009  | 978-2-5050-0756-2 |
| 5  | 16 février 2006   | 978-4-08-865326-6 | 2 avril 2010     | 978-2-5050-0873-6 |
| 6  | 19 octobre 2006   | 978-4-08-865367-9 | 20 août 2010     | 978-2-5050-0874-3 |
| 7  | 19 septembre 2007 | 978-4-08-865424-9 | 3 décembre 2010  | 978-2-5050-1007-4 |
| 8  | 19 octobre 2007   | 978-4-08-865426-3 | 15 avril 2011    | 978-2-5050-1078-4 |
| 9  | 19 novembre 2007  | 978-4-08-865427-0 | 26 août 2011     | 978-2-5050-1215-3 |
| 10 | 19 août 2008      | 978-4-08-865493-5 | 2 décembre 2011  | 978-2-5050-1284-9 |

### Professeur Eiji 2
| no | Japonais        | Japonais          |
| no | Date de sortie  | ISBN              |
| -- | --------------- | ----------------- |
| 1  | 19 février 2009 | 978-4-08-865519-2 |
| 2  | 19 août 2009    | 978-4-08-865551-2 |
| 3  | 19 mars 2010    | 978-4-08-865583-3 |